# Iwan Litwinowitsch
Iwan Uladsimirawitsch Litwinowitsch (belarussisch Іван Уладзіміравіч Літвіновіч; englisch Ivan Litvinovich; * 26. Juni 2001 in Wilejka) ist ein belarussischer Trampolinturner und Olympiasieger.

## Erfolge
Iwan Litwinowitsch nahm an den Olympischen Jugend-Sommerspielen 2018 in Buenos Aires sowohl im Einzel als auch im Mixed-Mannschaftswettbewerb teil. Während er mit der Mannschaft Zwölfter und damit Letzter wurde, verpasste er im Einzel als Vierter knapp einen Medaillengewinn. Ein Jahr später belegte er dafür in Tokio bei den Weltmeisterschaften den zweiten Platz im Einzel, womit er die Silbermedaille gewann. Den Mannschaftswettbewerb beendete er noch um einen Platz besser, sodass er zusammen mit Aleh Rabzau und Uladsislau Hantscharou Weltmeister wurde. Bei den 2021 ausgetragenen Olympischen Spielen in Tokio qualifizierte sich Litwinowitsch als Erster für den Finalwettbewerb, den er mit 61,715 Punkten vor dem Chinesen Dong Dong und dem Neuseeländer Dylan Schmidt ebenfalls auf dem ersten Platz beendete und Olympiasieger wurde. Diesen Erfolg konnte Litwinowitsch bei den Olympischen Sommerspielen 2024 in Paris wiederholen. Er gewann mit 63,090 Punkten vor den beiden Chinesen Wang Zisai (61,890 Punkte) und Yan Langyu (60,950 Punkte). Wegen des russischen Überfalls auf die Ukraine trat der Belarusse bei den Spielen für das Team der Individuellen Neutralen Athleten an.